# Boizenburg
Boizenburg es un municipio situado en el distrito de Ludwigslust-Parchim, en el estado federado de Mecklemburgo-Pomerania Occidental (Alemania), a una altitud de 15 metros. Su población a finales de 2016 era de 10 527 habs. y su densidad poblacional, 220 hab/km².

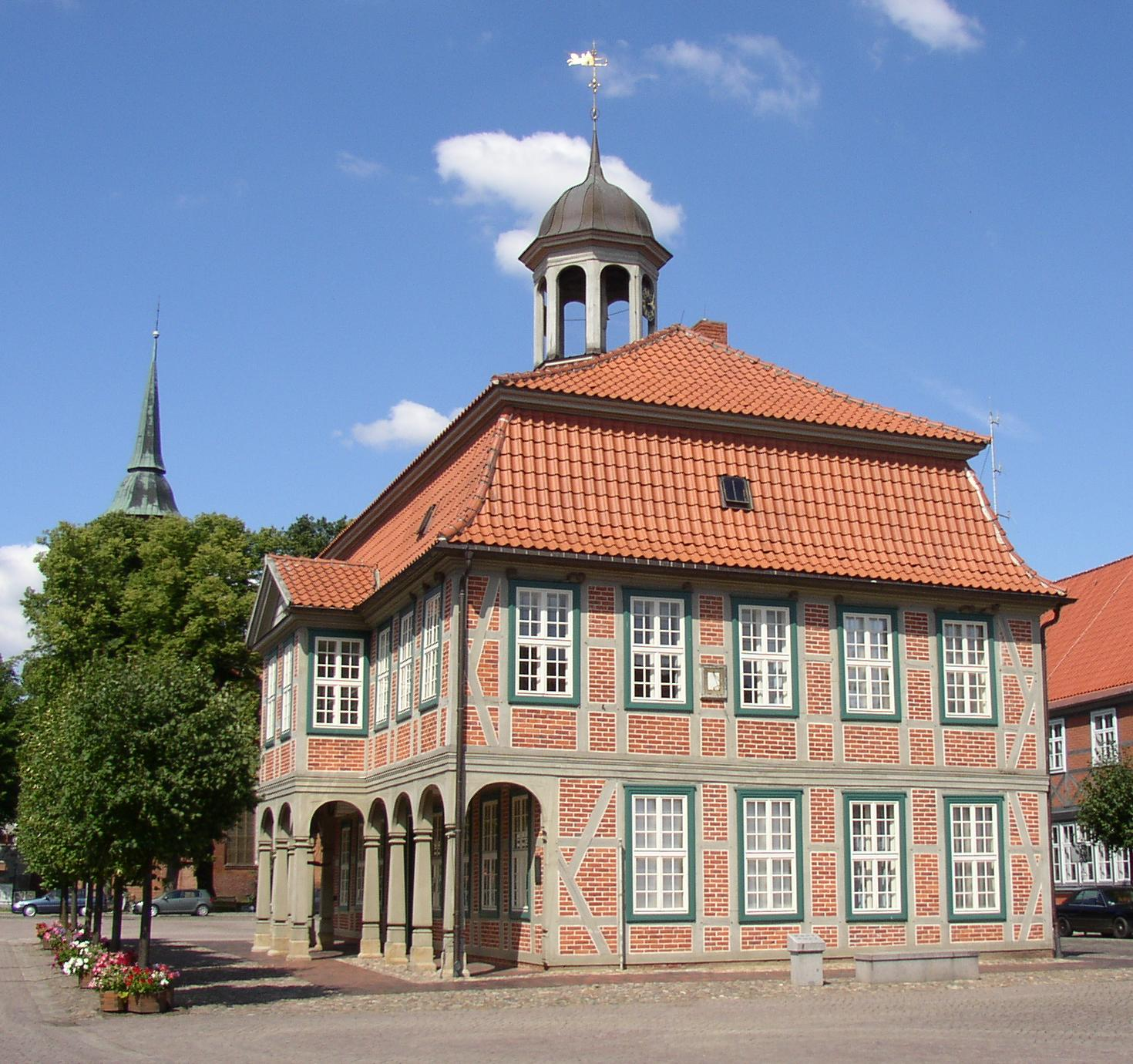
Ayuntamiento de Boizenburg

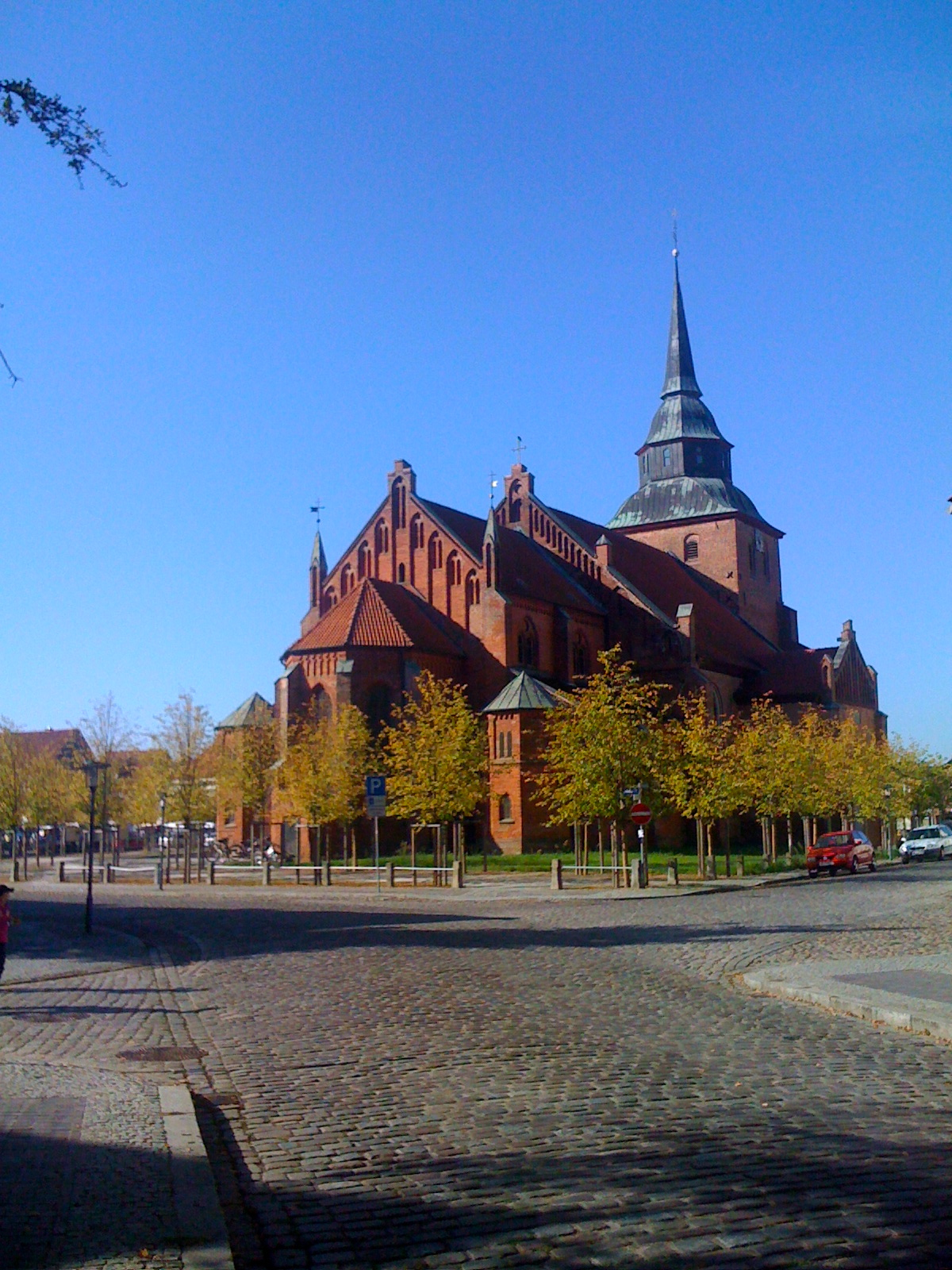
Iglesia de Boizenburg

Se encuentra ubicado junto al río Elba y la frontera con los estados de Schleswig-Holstein y Baja Sajonia.

## Historia
Tras la conferencia de Yalta de febrero de 1945, esta localidad se hallaba justo detrás de la Cortina de Hierro.